# Île Anderson (Washington)
Pour les articles homonymes, voir Anderson.
Ne doit pas être confondu avec Île Andersson.
L'île Anderson est l'île la plus méridionale du Puget Sound et un lieu désigné de recensement du comté de Pierce dans l'État de Washington, aux États-Unis. Elle est accessible en bateau. L'île Anderson se trouve au sud de l'île McNeil. Au nord-ouest, la péninsule de Key traverse le passage Drayton. Le bassin sud du Puget Sound sépare l'île du continent au sud-est, tandis qu'au sud-ouest, le Nisqually Reach du Puget Sound sépare l'île du continent.

## Géographie

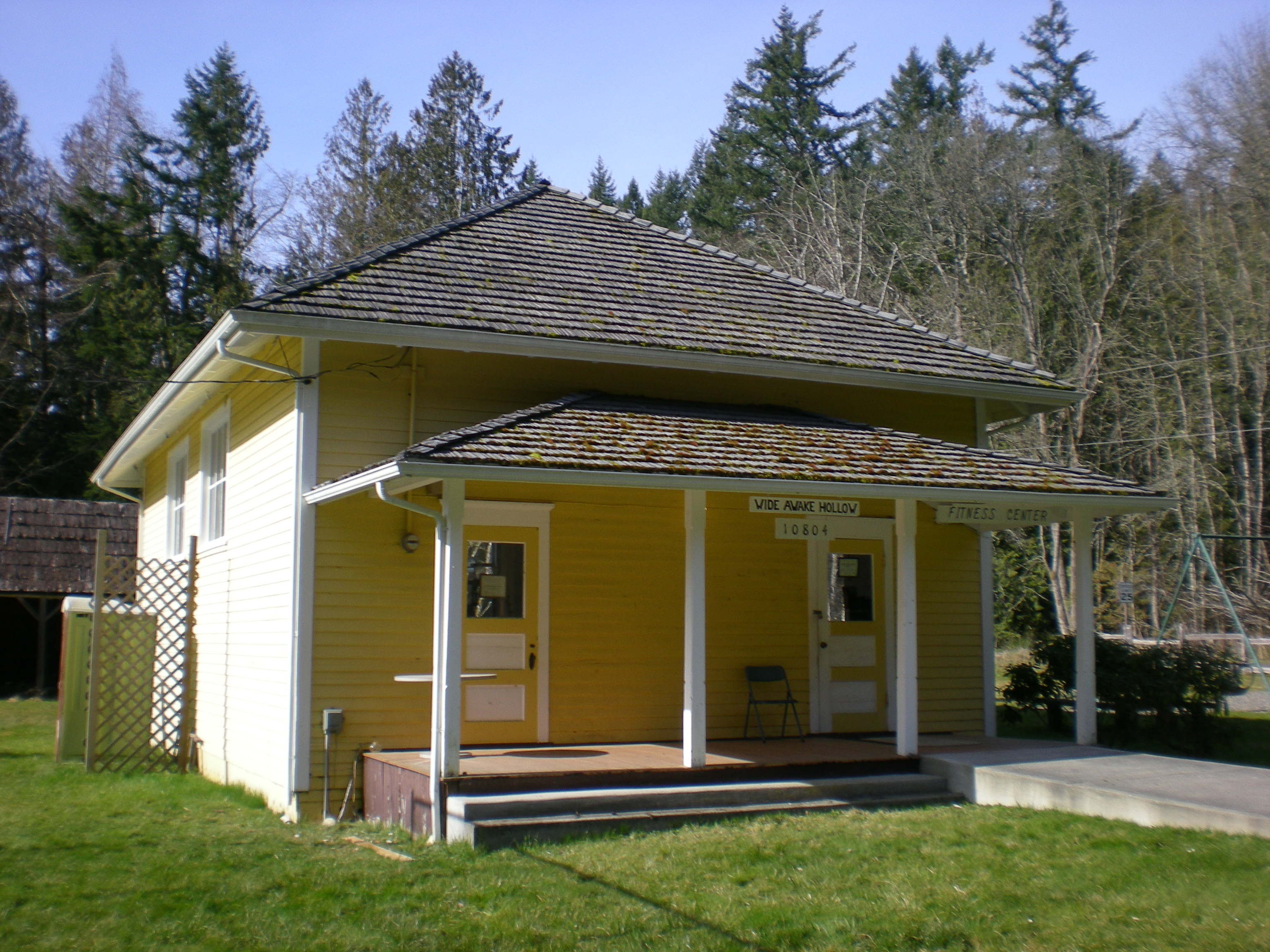
L'ancienne école de l'île Anderson

L'île a une superficie de 20,1 km2, et une population de 1 037 personnes au recensement de 2010 . L'île est une destination de retraite depuis la fin des années 1960, avec un âge médian de 54 ans (à titre de comparaison, l'âge médian de l'État de Washington dans son ensemble est de 37 ans). La population explose chaque été pour atteindre environ 4 000 habitants. L'île abrite également une importante population de cerfs.

## Histoire

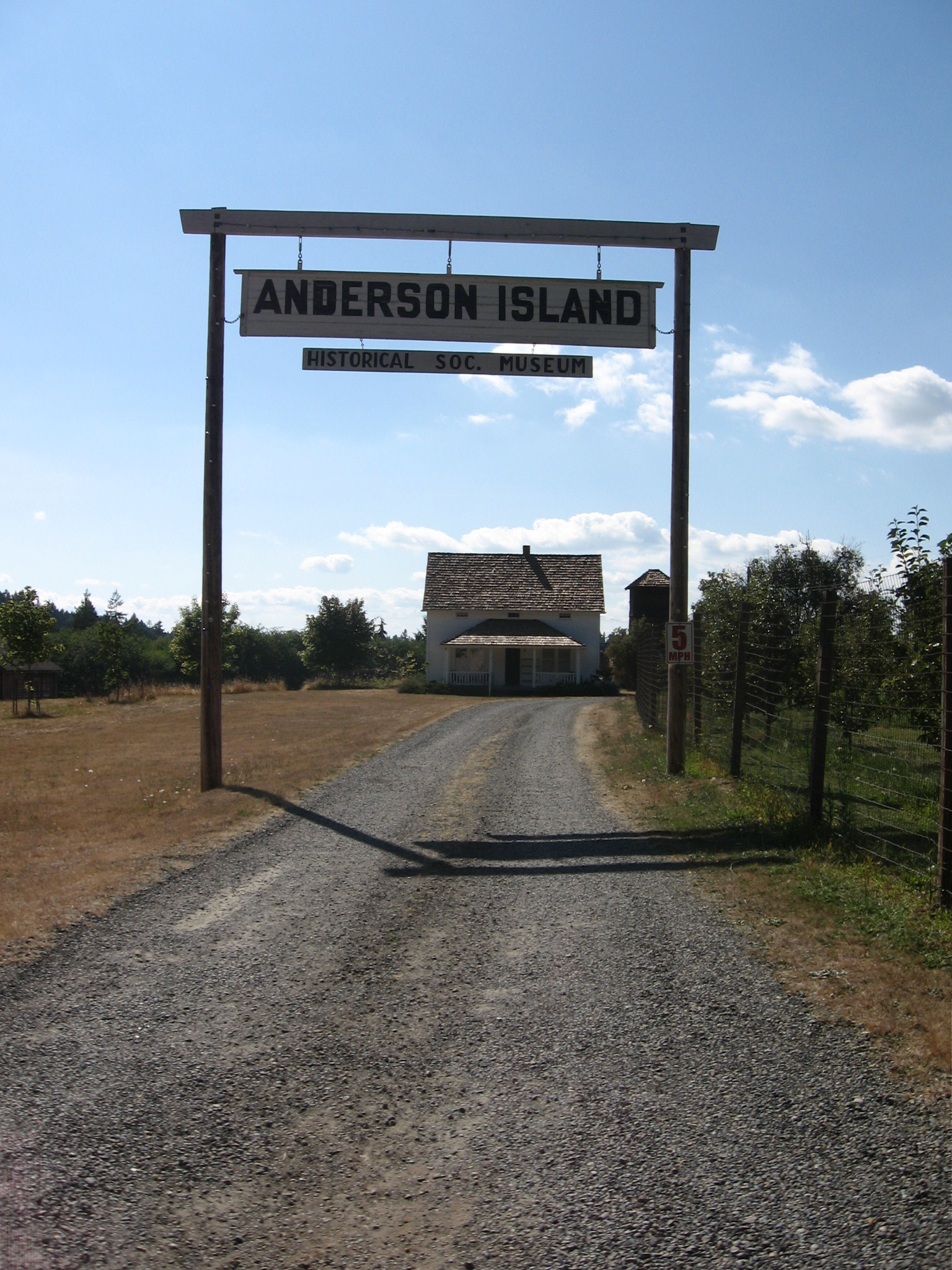
Une ferme sur l'île Anderson

L'île a été nommée en 1841 par Charles Wilkes. Étant donné un accueil chaleureux à Fort Nisqually par M. Anderson et le capitaine McNeill, et l'assistance pour l'aider dans ses opérations, Wilkes a récompensé leur gentillesse en donnant aux deux îles voisines le nom de ces deux hommes.
En 1870, Andrew N. Christensen, un Danois, et son frère, Christian F. Christensen, furent les premiers colons européens à séjourner sur l'île. La femme d'Andrew a joué un rôle important dans le développement de la communauté insulaire. Christian était le seul frère Christensen à résider en permanence sur l'île Anderson. L'industrie principale était la vente de bois aux bateaux qui pénétraient dans la baie d'Amsterdam. Les autres premières industries comprenaient la fabrication de briques, l'agriculture et la pêche.
En 2004, National Recreational Properties, a acheté plus de 400 lots vacants sur l'île, en payant environ 4 000 $ à 7 000 $ par lot. Ils ont créé un publireportage et vendu à des investisseurs de l'extérieur de l'État, principalement de Californie. Les résidents ont émis l'hypothèse que les lots seraient vendus pour environ 25 000 $. Finalement, plus de 300 lots ont été vendus, la plupart à plus de 40 000 $.

## Médias
The Island Sounder, publié par l'Anderson Island Association, est le bulletin mensuel de l'île. Le News Tribune de Tacoma est disponible pour les abonnés.
Dans le film WarGames, sorti en 1983, Matthew Broderick et Ally Sheedy prennent un ferry pour Anderson Island, nommée « Goose Island, Oregon » dans le film. Ils se rendent dans une cabane en rondins appartenant à une personne appelée « Stephen Falken ».